# Liaoning
Liaoning (simplificeret kinesisk: 辽宁, traditionel kinesisk: 遼寧, pinyin: Liáoníng) er en provins i Folkerepublikken Kina beliggende i den nordøstlige del af landet. Provinsen administreres fra  den store industriby Shenyang.  Et-bogstavs-forkortelsen er Liao (辽 pinyin: liáo).

## Administrative enheder
Liaoning er inddelt i 14 enheder på præfekturniveau (2 subprovinsielle byer og 12 bypræfekturer).
| Kort | Kort     | Kort     | Kort         | Kort                   | Kort             | Kort | Kort |
| ---- | -------- | -------- | ------------ | ---------------------- | ---------------- | ---- | ---- |
|      |          |          |              |                        |                  |      |      |
| #    | Navn     | Hanzi    | Pinyin       | Administrativt centrum | Type             |      |      |
| 1    | Shenyang | 沈阳市   | Shěnyáng Shì | Shenhe                 | Subprovinsiel by |      |      |
| 2    | Dalian   | 大连市   | Dàlián Shì   | Xigang                 | Subprovinsiel by |      |      |
| 3    | Anshan   | 鞍山市   | Ānshān Shì   | Tiedong                | Bypræfektur      |      |      |
| 4    | Benxi    | 本溪市   | Běnxī Shì    | Pingshan               | Bypræfektur      |      |      |
| 5    | Chaoyang | 朝阳市   | Cháoyáng Shì | Shuangta               | Bypræfektur      |      |      |
| 6    | Dandong  | 丹东市   | Dāndōng Shì  | Zhenxing               | Bypræfektur      |      |      |
| 7    | Fushun   | 抚顺市   | Fǔshùn Shì   | Shuncheng              | Bypræfektur      |      |      |
| 8    | Fuxin    | 阜新市   | Fùxīn Shì    | Haizhou                | Bypræfektur      |      |      |
| 9    | Huludao  | 葫芦岛市 | Húludǎo Shì  | Longgang               | Bypræfektur      |      |      |
| 10   | Jinzhou  | 锦州市   | Jǐnzhōu Shì  | Taihe                  | Bypræfektur      |      |      |
| 11   | Liaoyang | 辽阳市   | Liáoyáng Shì | Baita                  | Bypræfektur      |      |      |
| 12   | Panjin   | 盘锦市   | Pánjǐn Shì   | Xinglongtai            | Bypræfektur      |      |      |
| 13   | Tieling  | 铁岭市   | Tiělǐng Shì  | Yinzhou                | Bypræfektur      |      |      |
| 14   | Yingkou  | 营口市   | Yíngkǒu shì  | Zhanqian               | Bypræfektur      |      |      |

Disse 14 enheder på præfekturniveau  er inddelt i 100 enheder på amtsniveau (56 distrikter, 17 byamter, 19 amter og 8 autonome amter).
Disse er igen inddelt i 1.284 enheder på kommuneniveau.

## Myndigheder
Den regionale leder i Kinas kommunistiske parti er Zhang Guoqing. Guvernør er Liu Ning, pr. 2021.
41°48′14″N 123°25′33″Ø / 41.8039°N 123.4258°Ø